# Prva slovenska nogometna liga 1995-1996
La Prva slovenska nogometna liga 1995-1996 (in lingua italiana: Primo campionato calcistico sloveno 1995-1996), abbreviata in 1. SNL 1995-1996, è stata la quinta edizione della massima serie del campionato di calcio sloveno, disputata tra il 30 luglio 1995 e l'8 giugno 1996 e conclusa con la vittoria del HIT Gorica, al suo primo titolo.
Capocannoniere del torneo fu Ermin Šiljak (SCT Olimpia Lubiana), con 28 reti.
Nel ranking UEFA 1995 la 1. SNL era al 30º posto, che dava solo due posti in coppa UEFA

## Formula
Fu il primo torneo della massima serie slovena in cui la vittoria comportava l'assegnazione di tre punti in classifica.
Il numero di squadre partecipanti passò dalle 16 della passata stagione alle 10 di quella attuale che disputarono un doppio turno di andata e ritorno per un totale di 36 partite.
L'ultima classificata retrocedette direttamente in Druga slovenska nogometna liga mentre la penultima spareggiò contro la seconda della 2.SNL.
Le squadre qualificate alle coppe europee furono quattro: i campioni e la seconda classificata alla Coppa UEFA 1996-1997, la squadra vincitrice della coppa nazionale alla Coppa delle Coppe 1996-1997 e un ulteriore club alla Coppa Intertoto 1996.

## Squadre partecipanti
Nessuna squadra è stata promossa dalla 2. SNL 1994-1995.
| Squadra                   | Città          | Stadio               | Stagione 1994-95 | Stagione 1994-95 |
| Squadra                   | Città          | Stadio               | Pos.             | Divisione        |
| ------------------------- | -------------- | -------------------- | ---------------- | ---------------- |
| SCT Olimpija Ljubljana    | Lubiana        | Stadio Bežigrad      | 1°               | 1. SNL           |
| Maribor Branik            | Maribor        | Stadion Ljudski vrt  | 2°               | 1. SNL           |
| HIT Gorica                | Nova Gorica    | Stadio Športni Park  | 3°               | 1. SNL           |
| Mura                      | Murska Sobota  | Stadio Fazanerija    | 4º               | 1. SNL           |
| Beltinci                  | Beltinci       | Športni park         | 5°               | 1. SNL           |
| Biostart Publikum         | Celje          | Stadion Skalna klet  | 6°               | 1. SNL           |
| Rudar Velenje             | Velenje        | Stadio ob Jezeru     | 7°               | 1. SNL           |
| Nova Oprema Korotan Suvel | Prevalje       | Stadion na Prevaljah | 8°               | 1. SNL           |
| Primorje                  | Aidussina      | Mestni stadion       | 9°               | 1. SNL           |
| Izola                     | Isola d'Istria | Mestni stadion       | 13°              | 1. SNL           |

## Classifica
|                     | Pos. | Squadra          | Pt | G  | V  | N  | P  | GF | GS  | DR   |
| ------------------- | ---- | ---------------- | -- | -- | -- | -- | -- | -- | --- | ---- |
| Slovenia (bandiera) | 1.   | Gorica           | 67 | 36 | 18 | 13 | 5  | 49 | 22  | +27  |
|                     | 2.   | Olimpia Lubiana  | 64 | 36 | 19 | 7  | 10 | 79 | 39  | +40  |
|                     | 3.   | Mura             | 58 | 36 | 15 | 13 | 8  | 43 | 29  | +14  |
|                     | 4.   | Maribor          | 53 | 36 | 14 | 11 | 11 | 47 | 32  | +15  |
|                     | 5.   | Celje            | 51 | 36 | 13 | 12 | 11 | 62 | 47  | +15  |
|                     | 6.   | Beltinci         | 50 | 36 | 13 | 11 | 12 | 41 | 40  | +1   |
|                     | 7.   | Rudar Velenje    | 49 | 36 | 13 | 10 | 13 | 46 | 37  | +9   |
|                     | 8.   | Primorje         | 48 | 36 | 13 | 9  | 14 | 56 | 48  | +8   |
|                     | 9.   | Korotan Prevalje | 42 | 36 | 11 | 9  | 16 | 44 | 46  | −2   |
|                     | 10.  | Izola            | 8  | 36 | 1  | 5  | 30 | 13 | 140 | −127 |
| Fonte: wildstat.com |      |                  |    |    |    |    |    |    |     |      |

Legenda:
  Campione di Slovenia
      Qualificato alla Coppa UEFA 1996-1997.
      Qualificato alla Coppa delle Coppe 1996-1997.
      Ammesso alla Coppa Intertoto UEFA 1996.
  Partecipa allo spareggio.
  Retrocesso direttamente.
      Retrocessi in 2. SNL 1996-1997.
Regolamento:
Tre punti a vittoria, uno a pareggio, zero a sconfitta.
L'Izola venne inizialmente retrocesse in seconda divisione ma, a causa di problemi finanziari, venne fatto scendere direttamente nei campionati inter-comunali (quinta divisione).

### Spareggio
Il Korotan Prevalje incontrò il Nafta, secondo in 2. SNL 1995-1996, con gara di andata e ritorno. Vinse entrambe le partite e rimase in massima serie.
| Arbitro: | Srečko Kandare |

|  |           |              |
|  | Marcatori | 75’ Nikčević |

| Arbitro: | Milan Mitrović |

|                       |           |                   |
| Šumnik 5’ Dvoršak 58’ | Marcatori | 30’ (rig..) Tadić |

## Risultati
|                     | Gor  | Oli  | Mur  | Mar  | Cel  | Bel  | Rud  | Pri  | Kor  | Izo  |
| ------------------- | ---- | ---- | ---- | ---- | ---- | ---- | ---- | ---- | ---- | ---- |
| Gorica              | –––– | 2–1  | 2–1  | 0–0  | 2–1  | 0–0  | 3–1  | 3–1  | 2–0  | 3–0  |
| Gorica              | –––– | 2–2  | 1–0  | 0–0  | 1–1  | 2–1  | 1–0  | 1–1  | 1–0  | 3–0  |
| Olimpia             | 0–3  | –––– | 1–2  | 0–1  | 3–0  | 5–0  | 1–1  | 1–1  | 2–1  | 10–0 |
| Olimpia             | 0–0  | –––– | 2–0  | 1–0  | 3–0  | 5–3  | 2–0  | 0–1  | 2–1  | 4–0  |
| Mura                | 1–0  | 1–1  | –––– | 1–0  | 1–0  | 1–1  | 1–1  | 1–1  | 2–0  | 4–0  |
| Mura                | 1–1  | 0–0  | –––– | 1–0  | 0–0  | 1–0  | 1–0  | 2–1  | 2–2  | 7–0  |
| Maribor             | 1–0  | 5–1  | 1–2  | –––– | 0–0  | 1–2  | 2–0  | 2–0  | 1–2  | 5–1  |
| Maribor             | 1–0  | 2–1  | 1–1  | –––– | 2–2  | 3–0  | 0–2  | 2–0  | 1–0  | 3–1  |
| Celje               | 2–1  | 1–1  | 1–1  | 3–3  | –––– | 2–0  | 4–6  | 3–1  | 2–3  | 5–1  |
| Celje               | 1–0  | 3–1  | 1–0  | 1–1  | –––– | 0–1  | 0–0  | 1–1  | 5–0  | 11–0 |
| Beltinci            | 1–1  | 2–1  | 0–0  | 0–0  | 1–2  | –––– | 0–2  | 0–3  | 2–1  | 5–1  |
| Beltinci            | 0–0  | 1–2  | 2–0  | 2–0  | 2–1  | –––– | 1–0  | 0–2  | 4–1  | 3–0  |
| Rudar               | 1–1  | 2–1  | 0–1  | 2–0  | 0–1  | 1–1  | –––– | 2–0  | 2–3  | 5–1  |
| Rudar               | 1–1  | 1–3  | 1–0  | 1–1  | 0–0  | 0–0  | –––– | 3–1  | 0–1  | 5–0  |
| Primorje            | 1–4  | 0–3  | 5–1  | 1–0  | 3–1  | 1–0  | 1–1  | –––– | 1–1  | 6–0  |
| Primorje            | 0–2  | 1–4  | 1–0  | 0–1  | 4–1  | 0–0  | 2–1  | –––– | 0–1  | 7–0  |
| Korotan             | 1–2  | 1–2  | 1–1  | 0–0  | 3–2  | 1–1  | 2–0  | 0–0  | –––– | 2–0  |
| Korotan             | 0–0  | 1–2  | 0–1  | 2–0  | 0–1  | 0–0  | 0–1  | 4–2  | –––– | 8–0  |
| Izola               | 0–2  | 0–6  | 1–1  | 2–2  | 0–2  | 0–2  | 0–1  | 1–1  | 1–0  | –––– |
| Izola               | 0–2  | 0–5  | 0–3  | 0–5  | 1–1  | 0–3  | 0–2  | 1–5  | 1–1  | –––– |
| Fonte: wildstat.com |      |      |      |      |      |      |      |      |      |      |

## Statistiche

### Classifica marcatori
| Pos. | Giocatore         | Squadra                          | Reti |
| ---- | ----------------- | -------------------------------- | ---- |
| 1    | Ermin Šiljak      | Olimpia Lubiana                  | 28   |
| 2    | Faik Kamberović   | Celje                            | 24   |
| 3    | Dinko Vrabac      | Primorje                         | 18   |
| 4    | Sandi Valentinčič | Gorica                           | 16   |
| 5    | Mihael Vončina    | Primorje                         | 14   |
| 5    | Kliton Bozgo      | Olimpia Lubiana                  | 14   |
| 5    | Ismet Ekmečić     | Rudar Velenje                    | 14   |
| 8    | Novica Nikčević   | Korotan Prevalje/Olimpia Lubiana | 13   |
| 8    | Mikhail Khlebalin | Mura                             | 13   |
| 10   | Matjaž Cvikl      | Rudar Velenje                    | 10   |